# 대한민국 제15대 국회 전반기 의장단 선거
제15대 국회 전반기 의장단 선거는 1996년 7월 4일 실시되었다.
선거 결과 6선의 김수한 신한국당 의원이 국회의장에, 7선의 오세응 신한국당 의원과 5선의 김영배 새정치국민회의 의원이 국회부의장에 선출되었다.
이 선거는 1994년 6월 25일 개정된 국회법 규정에 따라 국회의장단 선거일이 법적으로 정해진 후 치러진 두번째 의장단 선거였다. 그러나 여야 간 원 구성 협상의 지연으로 인해 국회는 법정 선거일을 지키지 못했으며, 결국 국회법에 규정된 선거일인 6월 5일보다 한 달이 늦은 7월 4일에야 의장단 선거를 실시하였다.
그러나 7월 4일 국회는 자신들이 국회제도개선위원회 구성에서 배제된 것에 반발한 민주당 의원들이 의장석을 점거하고 본회의 진행을 방해하여 의장단 선거를 치르기 어려운 상황에 처했다. 연장자로써 임시의장을 맡은 김허남 자유민주연합 의원은 의장석에 오르지 못하고 그 아래 발언석에서 본회의 사회를 보아야 했다. 민주당 의원들은 의장단 선출이 마무리된 뒤 의사진행 발언을 허락해주겠다는 김수한 신임 의장의 약속을 받고서야 의장석에서 철수하였다.

## 선거 제도
국회의 의장 및 부의장은 국회의원들의 무기명 투표로 선출하되 만약 1차 투표 결과 재적 의원의 과반을 득표한 자가 없으면 2차 투표를 실시하고, 2차 투표에서도 과반 득표자가 나오지 않을 시 최고득표자와 차점자에 대하여 3차 결선 투표를 실시하되 이 경우 단순 다수 득표자를 당선자로 하도록 되어있었다.

## 배경
1996년 국회의원 총선거 결과 신한국당이 139석, 새정치국민회의가 79석, 자유민주연합이 50석, 통합민주당이 15석, 무소속은 16석을 차지하였다. 이로써 집권 여당인 신한국당은 또다시 과반인 150석 달성에 실패한 것으로 나타났다.
이후 신한국당은 통합민주당에서 당명을 바꾼 민주당 측 당선자 15명과 무소속 당선자 16명 등을 상대로 포섭에 들어갔고, 이같은 방식으로 신한국당이 개원을 앞두고 과반을 살짝 넘는 151석 확보에 성공하자 야당은 인위적인 국회 장악이며 민심 왜곡이라고 비판하였다. 신한국당은 자진해서 입당하는 사람들을 막지 않은 것 뿐이라는 입장이었으나, 야당은 신한국당이 대대적인 회유와 협박, 공권력을 동원한 외압을 통해 이들을 입당시켰으므로 소신에 따른 자발적 입당이라고 할 수 없다고 비판하였다.
이런 상황에서 국회법에 규정된 개원 시한인 6월 5일까지도 여야가 원 구성 등에 대한 합의를 마치지 못하자, 신한국당은 준법 개원을 주장하며 6월 5일 단독으로라도 본회의를 개최하고 국회의장단 선거를 실시하겠다고 선언하였다. 국민회의, 자민련 등 야당은 국회법의 개원 시한 규정은 강제 규정이 아닌 훈시 규정이라며 원 구성 협상이 타결된 후에 개원을 해야 한다고 주장하였다. 결국 신한국당은 6월 5일 단독으로 본회의를 열었으나, 원내 최연장자로써 정식 의장 선출 전까지 임시의장을 맡은 김허남 자민련 의원이 기습적으로 본회의를 산회시켰고, 국회의장단 선거는 실시되지 못하였다.
6월 12일 다시 열린 본회의에서 신한국당은 다시 의장단 선거를 상정할 것을 주장하였으며, 야당 의원들은 이에 반대해 긴 시간 토론이 진행되었다. 본회의가 4시간가량 이어지자 김허남 임시의장은 피로를 호소하며 정회를 선포하였으며, 차연장자인 김명윤 신한국당 의원에게 임시의장직을 양보하고 귀가하였다. 이후 김명윤 임시의장은 본회의를 재개하고 의장단 선거를 실시하고자 하였으나, 야당 의원들의 저지로 의장석에 오르지도 못하게 되자 정회를 선포하였다. 결국 이 날 본회의는 의장단을 선출하지 못하고 산회되었다.
국회는 두 차례 휴회 끝에 6월 24일 김명윤 임시의장의 사회로 다시 본회의를 열었는데, 신한국당은 본회의가 정회된 후 야당 의원들이 자리를 비우자 기습적으로 본회의를 재개, 의장단 선출을 시도하였다. 그러자 본회의장에 돌아온 야당 의원들은 기표소와 투표함, 명패함을 점거하고 투표지를 탈취하며 선거를 방해하였고, 결국 의장단 선출은 또다시 무산되었다.
이후 원내 교섭단체들 간 합의가 타결됨에 따라 국회의장단 선거는 임시 국회 회기 마지막 날인 7월 4일 바야흐로 치러질 수 있었다. 그러나 원 구성 협상 과정에서 배제된 것에 반발한 민주당이 의장석을 점거하고 농성 김허남 임시의장은 발언대에서 의장 선거를 진행해야 했다. 의장 선거 직후 민주당 의원들은 의사진행발언을 하게 해주는 조건으로 농성을 해제하였으며, 따라서 신임 김수한 의장은 의장석에서 본회의를 진행할 수 있었다.

## 후보

### 국회의장 후보

#### 신한국당
국회의장 후보 물망에는 민정계의 김윤환과 이한동, 민주계의 신상우, 최형우, 김수한 등이 거론되고 있었다. 김영삼 신한국당 총재는 5월 8일 단행한 당직 개편에서 사무총장, 원내총무 등 주요 직책을 모두 민주계 인사로 채워 반발을 산 바 있었고, 따라서 국회의장만큼은 민정계에 할애하지 않겠느냐는 관측이 나오기도 하였다.
그러나 김영삼 총재는 6월 4일 민주계 중진인 김수한 의원을 국회의장 후보로 지명하였다. 이는 김영삼 총재가 자신의 대통령으로써의 임기가 얼마 남지 않은 상황에서, 레임덕을 막기 위해 민정계 인사나 최형우, 이한동 등 대선 주자 급 인사들을 후보군에서 원천 배제한 결과에 따른 것으로 알려졌다.

### 국회부의장 후보

#### 신한국당
김영삼 신한국당 총재는 국회의장을 민주계에서 가져가는 대신 파벌 안배를 위해 국회부의장에는 민정계 인사를 지명할 계획이었다. 국회부의장에는 김영귀, 김종호, 이세기 등 4~5선 의원이 유력하게 거론되고 있었다.
김영삼 신한국당 총재는 6월 4일 오세응 의원을 국회부의장 후보로 지명하였다. 국회부의장 후보는 국회의장 후보보다 선수가 낮은 사람을 내보내는 것이 보통인데, 이 경우 오세응 의원이 7선으로 도리어 6선의 김수한 의원보다 선수가 높았다. 이에 대해 김철 신한국당 대변인은 "김수한 국회의장 후보의 경우 과거 정치 규제로 출마를 못한 때도 있었다"며 문제될 것이 없다고 설명하였다.
그런데 오세응 의원은 민주정의당 출신이긴 했지만 정계 입문은 신민당에서 했다는 점에서 일각에서는 사실상 국회의장과 국회부의장 모두 김영삼의 사람들로 채워진 것이라는 비판이 나오기도 하였다.

#### 새정치국민회의
새정치국민회의 몫의 국회부의장 후보로는 서울 양천 을 지역구의 김영배 의원과 전남 해남·진도 지역구의 김봉호 의원, 두 5선 의원이 고려되고 있었다. 그러던 중 4월 25일 실시된 원내총무 경선 결과 호남 출신의 박상천 의원이 당선되자, 지역 안배를 위해 국회부의장직은 비호남 인사에 할애해야 한다는 여론이 강해졌다. 결국 새정치국민회의는 김영배 의원을 국회부의장 후보에 지명하였다.

## 선거 결과

### 국회의장 선거
전국구의 김수한 신한국당 의원이 당선되었다.
| 후보   | 소속           | 득표 | %    | 비고 |
| ------ | -------------- | ---- | ---- | ---- |
| 김수한 | 신한국당       | 246  | 82.3 | 당선 |
| 김윤환 | 신한국당       | 6    | 2.0  |      |
| 김영배 | 새정치국민회의 | 1    | 0.3  |      |
| 기권   | 기권           | 5    | 1.7  |      |
| 무효   | 무효           | 13   | 4.3  |      |
| 결석   | 결석           | 28   | 9.4  |      |
| 재적   | 재적           | 299  | 100  |      |

### 신한국당 몫 국회부의장 선거
경기도 성남시 분당구 지역구의 오세응 신한국당 의원이 당선되었다.
| 후보   | 소속           | 득표 | %    | 비고 |
| ------ | -------------- | ---- | ---- | ---- |
| 오세응 | 신한국당       | 256  | 85.6 | 당선 |
| 김윤환 | 신한국당       | 2    | 0.7  |      |
| 김종호 | 신한국당       | 2    | 0.7  |      |
| 김상현 | 새정치국민회의 | 1    | 0.3  |      |
| 김종필 | 자유민주연합   | 1    | 0.3  |      |
| 박관용 | 신한국당       | 1    | 0.3  |      |
| 김덕룡 | 신한국당       | 1    | 0.3  |      |
| 이중재 | 신한국당       | 1    | 0.3  |      |
| 김영배 | 새정치국민회의 | 1    | 0.3  |      |
| 기권   | 기권           | 4    | 1.3  |      |
| 무효   | 무효           | 4    | 1.3  |      |
| 결석   | 결석           | 25   | 8.4  |      |
| 재적   | 재적           | 299  | 100  |      |

### 새정치국민회의 몫 국회부의장 선거
서울특별시 양천구 을 지역구의 김영배 새정치국민회의 의원이 당선되었다.
| 후보   | 소속           | 득표 | %    | 비고 |
| ------ | -------------- | ---- | ---- | ---- |
| 김영배 | 새정치국민회의 | 232  | 77.6 | 당선 |
| 김홍일 | 새정치국민회의 | 8    | 2.7  |      |
| 김상현 | 새정치국민회의 | 2    | 0.7  |      |
| 이중재 | 신한국당       | 2    | 0.7  |      |
| 김봉호 | 새정치국민회의 | 1    | 0.3  |      |
| 김옥두 | 새정치국민회의 | 1    | 0.3  |      |
| 김허남 | 자유민주연합   | 1    | 0.3  |      |
| 박광태 | 새정치국민회의 | 1    | 0.3  |      |
| 손세일 | 새정치국민회의 | 1    | 0.3  |      |
| 이부영 | 민주당         | 1    | 0.3  |      |
| 이성호 | 신한국당       | 1    | 0.3  |      |
| 이원범 | 자유민주연합   | 1    | 0.3  |      |
| 정희경 | 새정치국민회의 | 1    | 0.3  |      |
| 추미애 | 새정치국민회의 | 1    | 0.3  |      |
| 한영수 | 자유민주연합   | 1    | 0.3  |      |
| 기권   | 기권           | 5    | 1.7  |      |
| 무효   | 무효           | 8    | 2.7  |      |
| 결석   | 결석           | 31   | 10.4 |      |
| 재적   | 재적           | 299  | 100  |      |